# XML基底
XML基底（——きてい，英: XML Base）とは，拡張可能なマーク付け言語 (XML) 文書において統一資源識別子 (URI) の基底を指定する書式である(§1)。
文書内の資源を相対的に指定する為に用いられる。

## 仕様
XML基底はW3C勧告である。
新規にxml:base属性を定めている(§3)。

## 例
XML基底を用いたXML文書の例を次に示す。
尚，この例示はDocBook第5.1版に準じた文書である。
```
<?xml version="1.0" encoding="UTF-8"?>

<article

  
xmlns=
"http://docbook.org/ns/docbook"

>

<title>
例示用文書
</title>

<resources
 
xml:base=
"tut/"
>

    
<resource
 
href=
"tut1.xml"
/>

    
<resource
 
href=
"tut2.xml"
/>

    
...

    
<resource
 
href=
"tut5.xml"
/>

</resources>

</article>

```

一番目の<resource>要素は，実際にはtut/tut1.xmlを取り込む。

## 特徴

### 利点
各々の統一資源識別子に相対的なパス接頭辞を賦与できる為に，参照パスを短縮できる。